# Arroyo Pablo Pérez
Der Arroyo Pablo Pérez (auch Arroyo Pablo Páez) ist ein etwa 65 Kilometer langer Fluss im Osten Uruguays.
Er entspringt in der Cuchilla Grande, südwestlich von Tupambaé, verläuft im westlichen Teil des Departamentos Cerro Largo und mündet schließlich in den Arroyo Cordobés.